# صوفيا أروخو
صوفيا أروخو (بالبرتغالية: Sofia Araújo‏) مواليد 30 نوفمبر 1994 في البرتغال، هي لاعبة كرة مضرب برتغالية. أعلى تصنيف لها في الفردي كان 926. أعلى تصنيف لها في الزوجي كان 904.

## روابط خارجية
- صوفيا أروخو على موقع رابطة محترفات التنس (الإنجليزية)
- صوفيا أروخو على موقع الاتحاد الدولي لكرة المضرب (الإنجليزية)